# Viola brittoniana
Viola brittoniana Pollard – gatunek roślin z rodziny fiołkowatych (Violaceae). Występuje naturalnie we wschodnich Stanach Zjednoczonych – w Connecticut, Delaware, Maine, Marylandzie, Massachusetts, New Jersey, stanie Nowy Jork, Północnej Karolinie, Pensylwanii, Południowej Karolinie i Wirginii. W całym swym zasięgu jest gatunkiem bliskim zagrożeniu, ale regionalnie (w Connecticut, Massachusetts, stanie Nowy Jork i Pensylwanii) jest krytycznie zagrożony.

## Morfologia
PokrójBylina dorastająca do 5–30 cm wysokości, tworzy kłącza.
LiścieBlaszka liściowa jest pierzasto-klapowana, złożona z 5–9 klapek o kształcie od lancetowatego do łyżeczkowatego. Mierzy 1–7 cm długości oraz 2–8 cm szerokości, jest całobrzega, ma nasadę od ściętej do sercowatej i ostry lub tępy wierzchołek. Ogonek liściowy jest nagi i ma 3–16 cm długości. Przylistki są równowąsko lancetowate.
KwiatyPojedyncze, wyrastające z kątów pędów. Mają działki kielicha o lancetowatym lub owalnym kształcie i dorastające do 5 mm długości. Płatki są odwrotnie jajowate i mają purpurową barwę, płatek przedni jest owalny, mierzy 10-25 mm długości, wyposażony w obłą ostrogę o długości 2-3 mm.
OwoceTorebki mierzące 10-15 mm długości, o elipsoidalnym kształcie.

## Biologia i ekologia
Rośnie w lasach, na łąkach i brzegach cieków wodnych. Występuje na wysokości do 100 m n.p.m.